# VZ Holding
Die VZ Gruppe ist eine Schweizer Finanzdienstleisterin mit Sitz in Zug. Sie tritt im Markt unter dem Namen VZ Vermögenszentrum (Eigenschreibweise: VZ VermögensZentrum) auf. Seit März 2007 ist die Muttergesellschaft VZ Holding AG an der SIX Swiss Exchange kotiert. Am 31. Dezember 2023 beschäftigte die Unternehmensgruppe rund 1568 Mitarbeitende (Vollzeit-Äquivalente) und verwaltete Kundengelder in Höhe von 53 Milliarden Schweizer Franken. Das VZ Vermögenszentrum ist an knapp 40 Standorten in der Schweiz, Deutschland und England präsent.
Hauptaktionär ist Matthias Reinhart, der Gründer der VZ Gruppe. Er hält direkt und indirekt 61,16 Prozent der Stimmrechte.

## Ausrichtung
Das Geschäftsmodell des VZ Vermögenszentrums konzentriert sich auf die Pensionierungs- und Nachlassberatung sowie Vermögensverwaltung für Privatpersonen und die Versicherungs- und Pensionskassenverwaltung für Unternehmen. Weitere Geschäftsgebiete sind Hypotheken, Steuern, Versicherungen, Vorsorge, Nachlass und Unternehmensnachfolge. 
Die Unternehmensgruppe verkauft nach eigenen Angaben weder eigene noch Finanzprodukte von Dritten gegen Provision oder Kickbacks und soll deswegen frei von Interessenkonflikten sein. Kunden bezahlen ein Honorar für die Beratung und Gebühren für die Verwaltung ihrer Assets. Das Angebot der VZ Gruppe richtet sich vor allem an Einzelpersonen und Paare ab 50 Jahren, die sich auf ihre Pensionierung vorbereiten wollen.
Das VZ Vermögenszentrum ist vor allem in der Schweiz, in Deutschland und in England tätig. 

## Geschäftsleitung und Verwaltungsrat
Giulio Vitarelli hat 2023 den Vorsitz der Geschäftsleitung der VZ Gruppe von VZ-Gründer Matthias Reinhart übernommen. Vitarelli leitete davor seit 2012 das Beratungsgeschäft in der Schweiz mit allen Niederlassungen. Sein Nachfolger ist Philipp Heer, der ebenfalls Mitglied der Geschäftsleitung ist. Reinhart wiederum wurde gleichzeitig zum Verwaltungsratspräsidenten gewählt. Nadia Tarolli Schmidt, Henriette Wendt, Albrecht Langhart, Roland Iff, Roland Ledergerber und Olivier de Perregaux komplettieren das Gremium.

## Mitarbeitende
Das VZ Vermögenszentrum beschäftigt rund 1568 Mitarbeitende (Vollzeit-Äquivalente) und erweitert die Belegschaft um rund 100 Mitarbeitende pro Jahr. Das Unternehmen bildet zudem jedes Jahr zwischen 30 und 40 Lernende in den Bereichen KV und Informatik aus. Weiter besetzt es jährlich mehrere Dutzend Plätze mit Praktikanten. Die Berater werden in einer eigenen edu-zertifizierten Akademie ausgebildet. Jedes Jahr starten mehr als 50 Trainees ihr mehrjährigen Ausbildungsprogramm zu Themen wie Anlagen, Steuern, Vorsorge, Nachlass und Immobilien-Finanzierung. Mitarbeitende der VZ Gruppe werden auch als Fachpersonen in Konsumenten-Magazinen und TV-Sendungen eingeladen.

## Geschichte
Das Unternehmen wurde 1993 von Matthias Reinhart und Max Bolanz als VZ Versicherungszentrum AG gegründet. Ihr Ziel war es, durch Preis- und Leistungsvergleiche Transparenz ins Schweizer Versicherungs- und Bankgeschäft zu bringen. Der Unternehmenszweck beinhaltete zunächst den Vergleich von Versicherungsverträgen.
1997 erfolgte zusammen mit der Namensänderung auf VZ VermögensZentrum AG eine Statutenänderung. Ab dann standen nicht mehr Versicherungen im Zentrum, sondern die Beratung in Finanzfragen und die Vermögensverwaltung. In der Folge erweiterte sich das Dienstleistungsangebot laufend und es kamen weitere Geschäftsfelder dazu. Heute berät der Finanzdienstleister Privatpersonen hinsichtlich Pensionierung, Steuern, Geldanlagen, Hypotheken, Nachlass und Versicherungen. Firmenkunden erhalten bei der VZ Gruppe Unterstützung bei Pensionskassen-Lösungen, der Unternehmensnachfolge und der Bewirtschaftung von Versicherungen.
Im Jahr 2000 führte die Unternehmensgruppe eine Holdingstruktur ein. Heute umfasst die VZ Gruppe 15 rechtlich selbstständige Unternehmen. Dazu zählen unter anderem die Hypothekenzentrum AG, die VZ Versicherungszentrum AG, die VZ Vorsorge AG oder die VZ Depotbank AG.
Diese erhielt im März 2007 von der Eidgenössischen Bankenkommission eine Bewilligung als Bank und Effektenhändlerin. Im gleichen Monat erfolgte der Börsengang der VZ Holding AG.
Im Jahr 2000 expandierte die VZ Gruppe nach Deutschland, wo sich Ende 2021 die bislang getrennten Einheiten VZ VermögensZentrum und VZ Depotbank Deutschland zur VZ VermögensZentrum Bank AG zusammenschlossen. Die Aktiengesellschaft verfügt wie ihr Schweizer Gegenstück über eine Banklizenz. Zudem übernahm die VZ Gruppe im Mai 2021 die Mehrheit an der Londoner Finanzberatungsfirma Lumin Wealth Ltd. Damit vollzog das VZ VermögensZentrum auch den Markteintritt in Grossbritannien.

## Tochterunternehmen
Die VZ Gruppe ist als Holding organisiert und umfasst beispielsweise die folgenden Tochterunternehmen:
VZ VermögensZentrum AG, Zürich
Die VZ VermögensZentrum AG bietet Privatpersonen in der Schweiz gegen Honorar eine unabhängige Vermögensberatung an. Sie hat ihren Hauptsitz in Zürich und über 30 Niederlassungen in allen Landesteilen der Schweiz.
VZ Vermögenszentrum Bank AG, München
Die VZ Vermögenszentrum Bank AG entstand 2021 aus der Verschmelzung der VZ Vermögenszentrum GmbH und der VZ Depotbank AG (Deutschland). Sie ist als Honorarberaterin und Vermögensverwalterin tätig. Zu ihren Kunden gehören Privatpersonen, Unternehmen sowie Stiftungen und andere Institutionen. Sie hat ihren Sitz in München und Niederlassungen in Berlin, Düsseldorf, Frankfurt, Lörrach und Nürnberg.
VZ Depotbank AG, Zug
Die Geschäftsfelder der VZ Depotbank AG mit Sitz in Zug sind Bankdienstleistungen wie Zahlungsverkehr, Depotberatung, Wertschriftenhandel und Vermögensverwaltung für Privatpersonen. Die Bank betreibt für Kunden ein eigenes Finanzportal und ist Depotbank für institutionelle Investoren. 
Die Einheit betreibt seit 2010 einen Robo-Advisor im Internet. Die regelbasierten Online-Angebote betreffen die freie Geldanlage sowie die gebundene Vorsorge in der Säule 3a. In Deutschland ist der Robo-Advisor für die freie Geldanlage seit 2013 verfügbar.
Hypothekenzentrum AG, Zürich
Die VZ-Einheit ist ein Kreditgeber, der Hypothekarnehmer mit institutionellen Anlegern zusammenführt und die Hypotheken verwaltet.
VZ Versicherungspool AG und VZ BVG Rück AG, Zürich
Die beiden Tochterunternehmen bieten einerseits Sach- und Haftpflichtversicherungen für Privatpersonen in der Schweiz. Andererseits versichern sie Todesfall und Invaliditätsrisiken für Sammelstiftungen.
VZ Vorsorge AG, Zürich
Die VZ Vorsorge AG berät, verwaltet und übernimmt die Geschäftsführung für Anlagestiftungen und Einrichtungen, die der beruflichen Vorsorge dienen. Die VZ-Stiftungen decken dabei mit BVG, Kadervorsorge, Freizügigkeit und Säule 3a die gesamte zweite und dritte Säule ab.

## Aufsicht
Die VZ Gruppe untersteht der konsolidierten Überwachung der Eidgenössischen Finanzmarktaufsicht (Finma). Die VZ Vermögenszentrum Bank AG ist der Bundesanstalt für Finanzdienstleistungsaufsicht (BaFin) und der Deutschen Bundesbank unterstellt.

## Beteiligungsverhältnisse
Besitzverhältnisse am 31. Dezember 2024:
|                                         | Anteil  |
| --------------------------------------- | ------- |
| Matthias Reinhart (direkt und indirekt) | 61,16 % |
| Übrige Mitglieder des Verwaltungsrats   | 0,25 %  |
| Mitglieder der Geschäftsleitung         | 0,76 %  |
| Mitarbeitende                           | 4,74 %  |
| Eigene Aktien                           | 1,48 %  |
| Publikum/Rest                           | 31,61 % |